# Sam Brand
Samuel Brand (Peel, 27 februari 1991) is een Manx wielrenner die anno 2018 rijdt voor Team Novo Nordisk. Net als de rest van die ploeg lijdt hij aan diabetes mellitus.

## Carrière
Toen Brand tien jaar was werd hij gediagnosticeerd met suikerziekte. Als stagiair bij Team Novo Nordisk in 2017 nam hij onder meer deel aan de Ronde van Utah en de Colorado Classic. Voor het seizoen 2018 kreeg hij een profcontract aangeboden.

## Resultaten in voornaamste wedstrijden
|      | \| Jaar \| Milaan-San Remo \| Parijs-Tours \| \| ---- \| --------------- \| ------------ \| \| 2018 \| 136e \| \| \| 2019 \| 157e \| \| \| 2020 \| \| 59e \| \| 2021 \| 167e \| \| |              |
| Jaar | Milaan-San Remo | Parijs-Tours |
| 2018 | 136e |              |
| 2019 | 157e |              |
| 2020 | | 59e          |
| 2021 | 167e |              |

## Ploegen
- 2017 –  Team Novo Nordisk (stagiair vanaf 28-7)
- 2018 –  Team Novo Nordisk
- 2018 –  Team Novo Nordisk
- 2019 –  Team Novo Nordisk
- 2020 –  Team Novo Nordisk
- 2021 –  Team Novo Nordisk
- 2022 –  Team Novo Nordisk
- 2023 –  Team Novo Nordisk
- 2024 –  Team Novo Nordisk
- 2025 –  Team Novo Nordisk

Benhamouda · Calabria · Cherhal · Clancy · Gioux · Henttala · van IJzendoorn · Kamstra · de Keijzer · Lozano · McClure · Mejías · Peron · Planet · Poli · Valognes · Verschoor · Williams · Brand (stagiair)
Benhamouda · Brand · Calabria · Clancy · Gioux · Henttala · van IJzendoorn · Kamstra · Lozano · McClure · Mini · Peron · Planet · Poli · Valognes · Williams
Beadle · Benhamouda · Brand · Ceurens · Clancy · Dauge · de Keijzer · Dunnewind · Henttala · Irvine · Kopecký · Kusztor · Lozano · Peron · Phippen · Planet · Poli · Ridolfo
Beadle · Brand · Ceurens (tot 24/5) · Clancy · Dauge · De Graeve (vanaf 7/6) · de Keijzer · Dunnewind · Henttala · Irvine · Kopecký · Kusztor · Lozano · Peron · Phippen · Planet · Poli · Ridolfo · Saidov
Beadle · Brand · Clancy · Dauge · De Graeve · de Keijzer · Dunnewind · Irvine · Kopecký · Kusztor · Lozano · Percrule · Peron · Perracchione · Phippen · Planet · Polga · Poli · Ridolfo · Smith